# Allognosta albifascia
Allognosta albifascia är en tvåvingeart som beskrevs av Frey 1960. Allognosta albifascia ingår i släktet Allognosta och familjen vapenflugor. Inga underarter finns listade i Catalogue of Life.